# Сражение при Солебее
Сражение при Солебее или согласно другого варианта транскрипции Сражение при Солбее (англ. Battle of Solebay) — первое сражение Третьей англо-голландской войны и одно из самых крупных в истории парусного флота. С обеих сторон в нём участвовало до 132 линейных кораблей и около 40 фрегатов.

## Предыстория
К моменту объявления войны Голландии Англией и Францией голландский флот находился не в лучшем своём состоянии и требовал исправления. Неудовлетворительное состояние флота сказалось в том, что только 10 мая 1672 г. де Рюйтер, назначенный главнокомандующим флотом Соединённых Провинций, смог вместе со своим флотом выйти в море, и то лишь с 35 кораблями. Перед зеландскими портами он должен был ждать вооружавшихся в них кораблей. Туман и штили также сильно затрудняли движение флота.

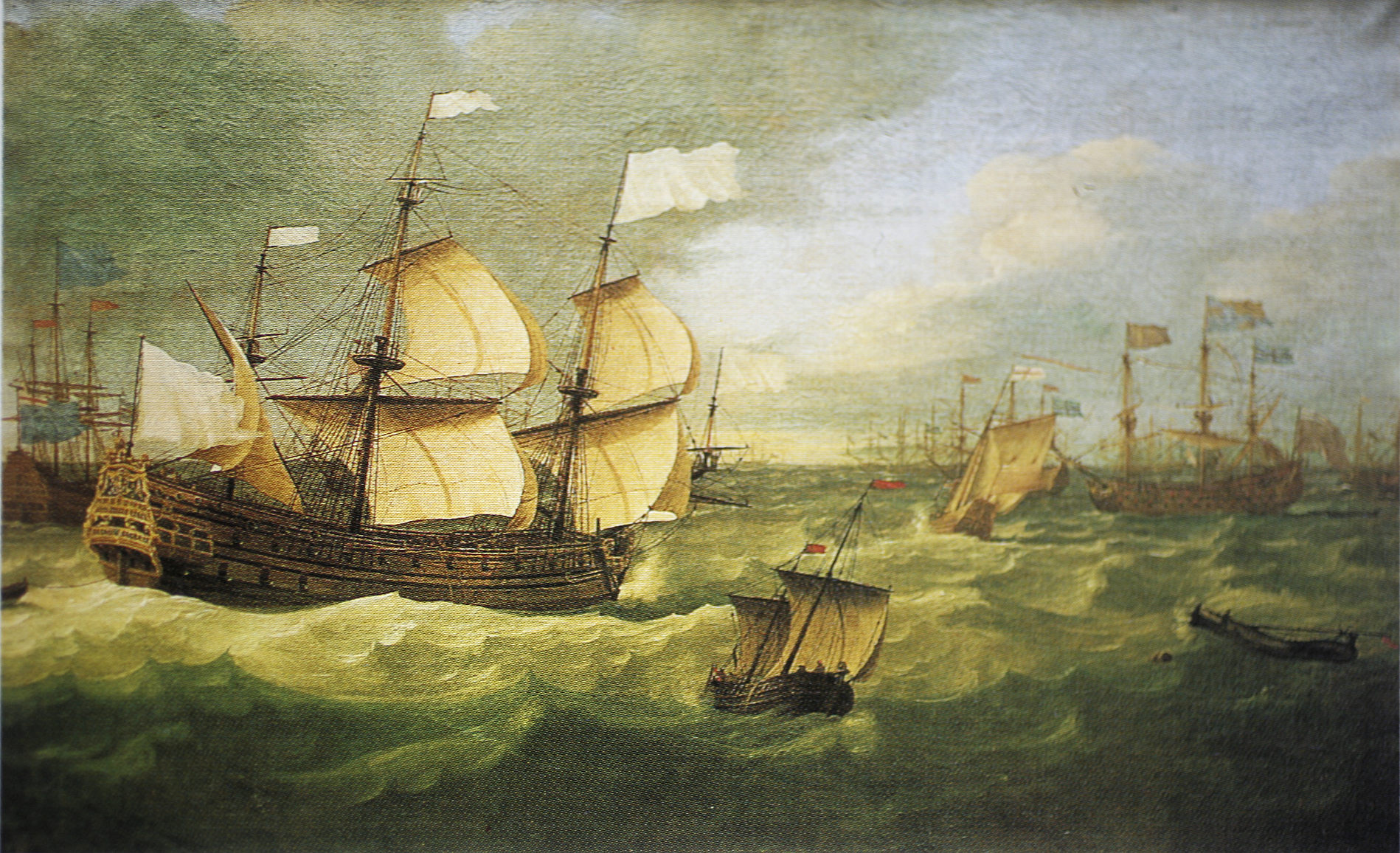
Французский флагманский корабль Saint-Philippe

Получив известие о выходе 12 мая английского флота из Темзы, адмирал де Рюйтер 15 мая пошёл в Даунс, где узнал, что английский и французский флота соединились накануне у острова Уайт.
Двухдневный шторм заставил его оставаться на якоре; было так свежо, что лишь 17 мая де Рюйтер смог пригласить флагманов и командиров на совет. Постановили держаться со всем флотом в 5 милях от берега у устья р. Маас, выжидая удобный случай для нападения. Флот де Рюйтера постепенно получал подкрепления. Вследствие упорных настояний де Витта было решено предпринять поход к устью Темзы, которым он надеялся произвести моральное воздействие на население Лондона. После военного совета, 20 мая, де Рюйтер пошёл к устью Темзы, где 23 мая встал со всем флотом на якорь; на следующий день он послал около 40 мелких кораблей под начальством ван Гента вверх по течению. Не добившись никакого успеха, они вернулись через два дня; англичане приняли такие серьёзные меры для защиты, что нападение казалось бессмысленным, и в морских кругах так и представляли себе положение дела.
В день возвращения ван Гента было получено донесение о приближении неприятельских флотов, что заставило де Рюйтера поспешно вернуться к голландскому берегу. Он крейсеровал перед Остенде и 29 мая увидел корабли противника, которые в течение двух дней держались вдали на параллельных курсах и 31 мая скрылись из вида. Несмотря на своё выгодное наветренное положение, англичане не рискнули нападать.
Главнокомандующий союзными флотами Джеймс Стюарт, герцог Йоркский, сначала задержавшийся у Уайта из-за слабого ветра, по-видимому, имел намерение завлечь двухдневным маневрированием голландцев подальше в море. По другим данным, он намеревался перехватить большой торговый флот, шедший из Ост-Индии. Как бы то ни было, герцог Йоркский не решился на нападение, а пошёл 31 мая в Северное море, где после трехдневного крейсерства в его южной части, 3 июня, стал со всем флотом на якорь в Солебей, чтобы пополнить запасы провианта и воды.
Потеряв неприятеля из виду, де Рюйтер со всем своим флотом 3 июня пошёл к Норд-Форланду, выслав одновременно большое число фрегатов на разведку. В течение целой недели ему не было доставлено никаких сведений о неприятеле, что говорит о совершенно неудовлетворительной деятельности кораблей, проводивших разведку.
Лишь 6 июня де Рюйтер получил следующее донесение: герцог Йоркский стоит в беспорядочном и крайне невыгодном строю в Солебей, имея подветренный берег при свежем ветре близко под кормой. В таком положении флоту было крайне затруднительно выбираться на ветер ввиду близости берега; корабли в случае дрейфа или попытки сняться с якоря могли легко оказаться на камнях.
Созванный де Рюйтером военный совет решил, пользуясь невыгодным положением противника, напасть на него у его же побережья. Предписания Генеральных Штатов специально указывали на возможность столь выгодных условий. Де Рюйтер немедленно двинулся на север, пользуясь благоприятным ветром.

## Ход сражения

### Начальная фаза
В сражении против 45 английских (от 48 до 100 пушек) и 26 французских (с вооружением от 46 до 78 пушек каждый) линейных кораблей действовал лишь 61 голландский корабль с более чем 40 пушками; судов, не имеющих боевого значения и транспортов было соответственно 35 против 22; брандеров — 24 против 36. Союзники располагали 6018 пушками и 34496 офицерами, матросами и морскими пехотинцами. Голландцы же имели 4484 пушки и 20738 человек команд. На многочисленных английских транспортах находилось большое число солдат, а в Дюнкерке французы имели 2000 человек, предназначенных для десанта на голландское побережье.
Герцог Йоркский, как главнокомандующий, командовал центром на флагманском корабле «Ройял Принс» (100 пушек). Севернее его на флагманском 100-пушечном корабле HMS Royal James находился лорд Эдвард Монтегю, граф Сэндвич. Южнее, в середине, стояла французская эскадра под начальством вице-адмирала графа Жана д’Эстре, (флагманский корабль «Сен-Филипп», 78 пушек); младшим флагманом у французов был генерал-лейтенант Авраам дю Кен.
В голландском флоте де Рюйтер вел центр на корабле «Семь Провинций», Банкерт — левый (южный) фланг, а ван Гент — правый (северный) фланг. Все шесть эскадр неприятельских флотов можно считать приблизительно равными по силе. Де Рюйтер специально ослабил свои 9 отрядов, выделив из каждого по 2 корабля и 2 брандера, чтобы составить особую отдельную эскадру. Последняя, в составе 18 кораблей и 18 брандеров, шла впереди флота, образуя передовую линию фронта и предназначалась для задуманной де Рюйтером атаки брандеров на стоящие на якоре английские корабли.
Английский берег у Солбея идет с севера на юг; в прежние времена бухта глубже врезалась в берег, чем теперь. Союзный флот стоял почти параллельно берегу, вблизи него. Монтегю стоял севернее герцога Йоркского, д’Эстре южнее него, несколько дальше от берега, причем между французами и англичанами оставался промежуток. При начавшемся 6 июня свежем ветре, дувшем от ост-норд-оста, положение Монтегю было особенно невыгодным, а в случае усиления ветра или внезапного нападения оно становилось крайне опасным. Он докладывал об этом главнокомандующему, но получил в ответ обидный намек на свою «излишнюю осторожность».
Получив донесение о возвращении де Рюйтера к голландским берегам и считая себя в полной безопасности, герцог Йоркский разрешил 7 июня рано утром почти всем кораблям отправить шлюпки на берег за водой. Среди этих мирных занятий вдруг как снег на голову пришло известие, что голландцы близко. Один из дозорных французских фрегатов, идя под всеми парусами, донес об этом сигналами и пушечными выстрелами.
Попутным ветром ост-норд-ост де Рюйтер приближался к стоящим в одну линию на якоре англичанам; голландцы шли, как было сказано, строем фронта, имея впереди, в таком же строю, 18 более легких линейных кораблей, предназначавшихся для прикрытия 18 брандеров.
Последующий ход сражения очень интересен и легко понятен. Так как направление ветра было не точно перпендикулярно линии кораблей, то следовало всем повернуть вправо и лечь на юг, чтобы как можно скорее выстроить линию и отойти от опасного берега, тем более что Монтегю находился очень близко от него и англичанам все равно пришлось бы вскоре сделать поворот, чтобы не выскочить на берег.
Спешно пришлось вернуть людей с берега, поднять шлюпки и ставить паруса. К счастью для союзников, ветер начал стихать и не дал голландцам подоспеть ко времени постановки парусов, съемки с якоря и выстраивания линии. Если бы все 36 кораблей и брандеров могли выполнить своё назначение, то союзникам с первых же шагов пришлось бы очень плохо.
Джеймс Стюарт, герцог Йоркский, отдал приказание лечь на север, что было исполнено центром и левым крылом; однако д’Эстре ложится на левый галс, несмотря на полную возможность свободно маневрировать, и сразу же отделяется от флота. По приказанию де Рюйтера каждая из его эскадр пошла на соответствующую эскадру противника, весь отряд с брандерами остался при нём, благодаря чему де Рюйтер имел превосходство над своим главным противником. О таком использовании взятых у авангарда (то есть левого фланга) 6 линейных кораблей и 6 брандеров он вряд ли раньше думал; но тут, в начале боя, он извлек из своей своеобразной организации неожиданную пользу, что немало способствовало успеху этого боя.

### Начало сражения
Вскоре после 7 часов бой начался нападением главных сил де Рюйтера на англичан; эта первая, горячая и кровопролитная схватка потом считалась самым упорным и ожесточенным боем всей жизни адмирала де Рюйтера.
Эскадра лорда Монтегю успела почти одновременно на всех кораблях обрубить канаты — для выхаживания якорей не оставалось времени; она в сравнительном порядке легла на север. В центре некоторые корабли буксировались на своё место в строю шлюпками. При все стихающем ветре разгорелся бой на параллельных курсах; дистанция боя была настолько малой, что неприятельские корабли постепенно начали перемешиваться.
Собственно бой начался после того, как вице-адмирал Виллем-Йозеф ван Гент со своим арьергардом поворотом влево привёл к ветру и вступил в бой с английской Синей эскадрой. Вскоре Рюйтер со своим центром, приведя к ветру поворотом вправо, обрушился на Красную эскадру англичан. Частично благодаря движению на расходящихся курсах, частично благодаря вогнутому строю союзников первой бой приняла Синяя эскадра. Благодаря своему более наветренному положению Эдвард Монтегю, лорд Сэндвич на 100-пушечном корабле HMS Royal James первым встретил ожесточённую атаку де Рюйтера. Голландцы атаковали корабль Монтегю силами своей передовой эскадры из брандеров и лёгких линейных кораблей. Сэндвич послал сообщение Джордану, чтобы тот вернулся ему на помощь. Джордан уже поворачивал корабли своего дивизиона, ещё мало задействованного в бою, обходя при этом голландцев с наветренной стороны. Будучи на ветре, он пошёл к югу, сражаясь с эскадрой ван Гента, которая также повернула, но держалась далеко на ветер от Сэндвича, которого она и миновала. Кемпторн с арьергардом Синей эскадры пришёл под ветер к Сэндвичу и продолжал поворачивать к северу, одновременно ведя бой с голландской эскадрой, которая противостояла ему с самого начала сражения. Из-за порохового дыма Кемпторн не видел бедственного положения дивизиона Сэндвича и для разведки послал шлюпку.
Бой продолжался и далее, причём центры обоих флотов приближались к отделившимся авангардам; последние не сходились очень близко, так как Банкерт держался далеко и стрелял только на большом расстоянии. Хотел ли он, как более слабый, беречь свои силы, чтобы потом поддержать де Рюйтера или он должен был из политических целей беречь французские корабли, теперь невозможно установить. На основании последних соображений он получил соответствующие приказания от де Рюйтера. Эскадра вице-адмирала Банкерта, направленная Рюйтером против французов, состояла из 21 корабля и была укомплектована храбрыми зеландцами-оранжистами, отличавшимися крайней ненавистью к французам. В это же время Джеймс Стюарт, главнокомандующий и командир английской Красной эскадры на корабле «Принц», под давлением голландского центра оказался несколько с наветра от остальной части центра Красной эскадры. Его флаг-капитан был убит, поэтому Джеймс, герцог Йоркский, был вынужден перенести свой флаг на корабль «Святой Михаил» и вскоре снова вступил в бой. Оказавшись вблизи мелей Лоустофта, он повернул на юг с кораблями, последовавшими за ним. В ответ де Рюйтер проделал то же самое. В результате две северные эскадры повернули налево и пошли на юг разрозненными отрядами. Джордан всё ещё шёл впереди Синей эскадры.

### Разгар и конец сражения
В бою арьергардов (ставших авангардами) ван Гент вскоре был убит и его эскадра, всё ещё ведущая бой с Синей эскадрой, пришла в некоторое замешательство. С кормы подходила английская Красная эскадра, продолжавшая сражаться с де Рюйтером. Голландцы начали ослабевать, но заменивший Гента командир сумел снова взять эскадру в руки и оказать поддержку сильно теснимому де Рюйтеру.
Ветер тем временем сменил направление и стал дуть с зюйд-оста. Это позволило обоим флотам лечь на тот курс, который они выбрали утром. HMS Royal James тем временем горел, подожжённый брандерами. Эдвард Монтегю утонул вместе со шлюпом, покидая свой горящий флагман. После полудня Джеймс в третий раз переменил корабль и перенёс свой флаг на корабль дивизии Спрэгга англ. «London». Флоты продолжали идти на север, ведя ожесточённый, но беспорядочный бой. К этому времени на юге снова появились Банкерт и д’Эстре. Д’Эстре несколько раз стремился к сближению; потом он утверждал, что сближение не удалось по вине его флагмана Дюкена, но, вероятно, причина крылась в слабой боевой подготовке его команд. Когда Банкерт убедился, что французам уже невозможно успеть соединиться с центром, он прекратил бой и пошёл к своему главнокомандующему. Де Рюйтер к тому времени ждал момента для объявления общего отступления, так как потери обеих сторон были весьма велики.
Незадолго до 9 часов, с наступлением темноты, де Рюйтер прекратил сражение. Вероятно, конец боя наступил бы и сам собою из-за темноты, утомления, аварий, больших потерь, недостатка боевых припасов и т. п. Для Джеймса Стюарта продолжение боя было тем более опасным, что из двух авангардов Банкерт успел значительно скорее соединиться с своими главными силами.
Йорк дважды переносил свой флаг, де Рюйтеру пришлось сделать то же самое; его флагманский корабль выпустил в сумме 3500 ядер.
Оба флота маневрировали на следующий день в виду друг друга и лишь 9 июня де Рюйтер ушёл под прикрытие отмелей и не преследовался противником.

## Результаты сражения
Англичане потеряли 5 кораблей, голландцы только 2, потери в людях убитыми и ранеными у англичан были равными 2,5 тысяч человек, у голландцев 2 тысячам. Почти все корабли, участвовавшие в сражении, получили тяжелые повреждения. 
Как часто бывает, особенно после морских сражений, оба противника считали себя победителями, но если принять во внимание, что де Рюйтер после боя ещё целый день оставался вблизи неприятеля и лишь после второй ночи вернулся на родину, причем не было и тени преследования со стороны союзников, то заявлению англичан, что они победили, так как оставались до конца на месте битвы, нельзя придавать значения.
Несомненно, бо́льший успех выпал на долю де Рюйтера, так как стратегический план противника высадиться сейчас же после первого морского боя на голландском берегу оказался невыполнимым; после боя англичане считали себя для этого слишком слабыми.
В тактическом отношении де Рюйтер сделал много: он выследил противника, внушил ему беззаботность, произвел совершенно неожиданное нападение, заставил принять бой, не дав времени привести строй в порядок, напал на главные силы врага, приказал отделившихся французов отвлечь боем на дальних расстояниях, не принося им вреда (что в политическом отношении нужно признать очень ловким), умело использовал все дальнейшие выгодные тактические положения, добивался все время быстрого восстановления строя, как только последний нарушался. Несмотря на свои более слабые силы, он добился значительного успеха.
Герцог Йоркский оказался не на высоте положения; это подтверждается его действиями по отношению к Монтегю, главным образом первоначальным поворотом на север, когда следовало идти на юг.
Удивительно, но после двухчасового боя, проведенного во время штиля на расстоянии пистолетного выстрела между двумя флагманскими кораблями противников, оба главнокомандующие остались живы. Корабль де Рюйтера победил гораздо более сильный английский флагманский корабль главным образом благодаря отличной боевой подготовке орудийной прислуги и скорострельности пушек.
Во время этой дуэли посередине юта голландского флагмана торжественно восседал в роскошном кресле Корнелис де Витт (единственный представитель Генеральных Штатов в этом сражении), в красном бархатном плаще и отороченном мехом берете, окруженный 12 часовыми с алебардами, из которых 5 были убиты. Де Витт в итоге остался невредим. Несколько раз маленькие голландские линейные корабли сцеплялись на абордаж с большими английскими и, поддерживаемые брандерами, выходили победителями. По описаниям современники, местами бой походил на резню.
Попавшему ещё в начале боя в плен английскому морскому офицеру де Рюйтер разрешил с верхней палубы наблюдать за ходом сражения; офицер, полный энтузиазма, рассказывал потом об изумительной храбрости де Рюйтера и его необыкновенных морских и военных качествах; особенно он восхищался адмиралом, когда ветер несколько засвежел, пороховой дым рассеялся и де Рюйтер снова крепко взял управление всем флотом в свои руки.
Известие об исходе сражения при Солебей и о победе голландцев над англичанами и французами снова оживили упавших духом соотечественников де Рюйтера.